# 黃秋萍
黃秋萍，MH，香港新界政治人物，現任香港離島區議會當然議員、東涌鄉事委員會主席及鄉議局議員。

## 簡歷
黃秋萍為東涌黃家圍及龍井頭村的原居民，任職怡景旅遊公司的總經理。2015年起，她當選為該兩村的原居民代表。
2019年3月，她當選為東涌鄉事委員會的主席，繼打鼓嶺區鄉事委員會的陳月明後，成為鄉事委員會體制創立近七十年後，第二位女性鄉事會主席。翌月，她以當然議員身份加入離島區議會。
就任區議員後，她曾在2019冠狀病毒病疫情爆發初期，要求相關部門加緊清理渠道及向鄉事組織派發清潔用品，以減低病毒傳播的風險。此外，她認為社會各界應放下成見，集中處理民生事務，振興經濟及減低失業率。